# Даймондвилл (Вайоминг)
Даймондвилл (англ. Diamondville, Wyoming) — город, расположенный в округе Линкольн (штат Вайоминг, США) с населением в 716 человек по статистическим данным переписи 2000 года.

## География
По данным Бюро переписи населения США город Даймондвилл имеет общую площадь в 3,37 квадратных километров, водных ресурсов в черте населённого пункта не имеется.
Город Даймондвилл расположен на высоте 2101 метр над уровнем моря.

## Демография
По данным переписи населения 2000 года в Даймондвилле проживало 716 человек, 199 семей, насчитывалось 304 домашних хозяйств и 322 жилых дома. Средняя плотность населения составляла около 211 человек на один квадратный километр. Расовый состав Даймондвилла по данным переписи распределился следующим образом: 96,51 % белых, 0,84 % — коренных американцев, 0,70 % — азиатов, 0,84 % — представителей смешанных рас, 1,12 % — других народностей. Испаноговорящие составили 4,61 % от всех жителей города.
Из 304 домашних хозяйств в 28,0 % — воспитывали детей в возрасте до 18 лет, 53,0 % представляли собой совместно проживающие супружеские пары, в 8,2 % семей женщины проживали без мужей, 34,5 % не имели семей. 31,6 % от общего числа семей на момент переписи жили самостоятельно, при этом 14,1 % составили одинокие пожилые люди в возрасте 65 лет и старше. Средний размер домашнего хозяйства составил 2,36 человек, а средний размер семьи — 2,93 человек.
Население города по возрастному диапазону по данным переписи 2000 года распределилось следующим образом: 26,4 % — жители младше 18 лет, 5,6 % — между 18 и 24 годами, 26,5 % — от 25 до 44 лет, 28,5 % — от 45 до 64 лет и 13,0 % — в возрасте 65 лет и старше. Средний возраст жителей составил 40 лет. На каждые 100 женщин в Даймондвилле приходилось 94,0 мужчин, при этом на каждые сто женщин 18 лет и старше приходилось 95,9 мужчин также старше 18 лет.
Средний доход на одно домашнее хозяйство в городе составил 39 333 доллара США, а средний доход на одну семью — 48 000 долларов. При этом мужчины имели средний доход в 45 694 доллара США в год против 26 250 долларов среднегодового дохода у женщин. Доход на душу населения в городе составил 21 696 долларов в год. 10,6 % от всего числа семей в округе и 12,5 % от всей численности населения находилось на момент переписи населения за чертой бедности, при этом 16,1 % из них были моложе 18 лет и 5,0 % — в возрасте 65 лет и старше.